# 洛斯堡
洛斯堡是德国巴登-符腾堡州的一个市镇。总面积79.26平方公里，总人口7546人，其中男性3778人，女性3768人（2011年12月31日），人口密度95人/平方公里。

## 友好城市
- 法國 昂斯